# Utricularia calycifida
Utricularia calycifida — вид рослин із родини пухирникових (Lentibulariaceae).

## Біоморфологічна характеристика
Заввишки до 30 см. Листки лопаткові. Квітки бузкові. Верхні чашолистки коричнюваті, нижні — зелені. Верхня губа блідо-бузкова зовні, блідо-бузкова з білими лініями всередині, нижня губа з блідо-бузковою облямівкою, до центру темніші бузкові і білі лінії і жовта пляма. Тичинки білі.

## Середовище проживання
Цей вид має широке поширення на півночі Південної Америки — пн. Бразилія, Французька Гвіана, Гаяна, Суринам, Венесуела.
Цей вид росте на землі на вологих скелях, у зонах бризок водоспадів або у вологій савані; на висотах від 0 до 1200 метрів.

## Використання
Вид культивується невеликою кількістю ентузіастів роду. Торгівля незначна.